# Liste der Baudenkmale in Rheinsberg
In der Liste der Baudenkmale in Rheinsberg sind alle Baudenkmale der brandenburgischen Stadt Rheinsberg und ihrer Ortsteile aufgelistet. Grundlage ist die Veröffentlichung der Landesdenkmalliste mit dem Stand vom 31. Dezember 2020.

## Legende
In den Spalten befinden sich folgende Informationen:
- ID-Nr.: Die Nummer wird vom Brandenburgischen Landesamt für Denkmalpflege vergeben. Ein Link hinter der Nummer führt zum Eintrag über das Denkmal in der Denkmaldatenbank. In dieser Spalte kann sich zusätzlich das Wort Wikidata befinden, der entsprechende Link führt zu Angaben zu diesem Denkmal bei Wikidata.
- Lage: die Adresse des Denkmales und die geographischen Koordinaten. Link zu einem Kartenansichtstool, um Koordinaten zu setzen. In der Kartenansicht sind Denkmale ohne Koordinaten mit einem roten beziehungsweise orangen Marker dargestellt und können in der Karte gesetzt werden. Denkmale ohne Bild sind mit einem blauen bzw. roten Marker gekennzeichnet, Denkmale mit Bild mit einem grünen beziehungsweise orangen Marker.
- Bezeichnung: Bezeichnung in den offiziellen Listen des Brandenburgischen Landesamtes für Denkmalpflege. Ein Link hinter der Bezeichnung führt zum Wikipedia-Artikel über das Denkmal.
- Beschreibung: die Beschreibung des Denkmales
- Bild: ein Bild des Denkmales und gegebenenfalls einen Link zu weiteren Fotos des Baudenkmals im Medienarchiv Wikimedia Commons

## Allgemein
| ID-Nr.   | Lage              | Bezeichnung                             | Beschreibung | Bild |
| -------- | ----------------- | --------------------------------------- | ------------ | ---- |
| 09171000 | Rheinsberg (Lage) | Denkmalbereichssatzung Stadt Rheinsberg |              | BW   |

## Baudenkmale

### Adamswalde
| ID-Nr.   | Lage                | Bezeichnung                                                                     | Beschreibung | Bild |
| -------- | ------------------- | ------------------------------------------------------------------------------- | --- | ---- |
| 09171144 | Adamswalde 4 (Lage) | Revierförsterei, bestehend aus Forsthaus, Wirtschaftsgebäude und Hofpflasterung | Das Haus wurde 1898 erbaut. Es ist ein eingeschossiger Ziegelbau mit einem Satteldach. Das Wirtschaftsgebäude entstand ein Jahr später. Es ist ein eineinhalbgeschossiges Haus mit einem Satteldach. | BW   |

### Basdorf
| ID-Nr.   | Lage                 | Bezeichnung                                                        | Beschreibung | Bild                                                               |
| -------- | -------------------- | ------------------------------------------------------------------ | --- | ------------------------------------------------------------------ |
| 09170229 | Dorfstraße 1 (Lage)  | Wohnstallhaus                                                      | Das Haus wurde in der ersten Hälfte des 19. Jahrhunderts erbaut, in der ersten Hälfte des 20. Jahrhunderts wurde es umgebaut. Das Haus ist eingeschossig mit einem Satteldach aus Stroh. | Wohnstallhaus                                                      |
| 09171234 | Dorfstraße 9 (Lage)  | Revierförsterei Basdorf, bestehend aus Wohnhaus, Stall und Scheune | Das Forsthaus wurde 1905 erbaut. Es ist ein eingeschossiges Haus mit Satteldach. Zu der Försterei gehören noch ein Stallgebäude aus dem Jahr 1905 und eine Scheune aus der Zeit um 1930. | Revierförsterei Basdorf, bestehend aus Wohnhaus, Stall und Scheune |
| 09170465 | Dorfstraße 16 (Lage) | Kleingehöft, bestehend aus Wohnhaus und Stallscheune               | Das Haus wurde 1887 erbaut, bis 1892 befand sich hier ein Kolonialwarenladen. Im Jahre 1892 erwarb die Gemeinde das Haus und richtete hier eine Schule ein. Die Schule wurde 1923 geschlossen. Nach dem Zweiten Weltkrieg befand sich hier ein Konsum, heute wird es nach einem Umbau als Wohnhaus genutzt. Es ist ein eingeschossiges Fachwerkhaus mit einem Satteldach. | Kleingehöft, bestehend aus Wohnhaus und Stallscheune               |

### Braunsberg
| ID-Nr.   | Lage                 | Bezeichnung                | Beschreibung | Bild           |
| -------- | -------------------- | -------------------------- | --- | -------------- |
| 09170245 | Dorfstraße (Lage)    | Dorfkirche mit Einfriedung | Die evangelische Kirche wurde 1743 als Fachwerkbau errichtet. Im Inneren befindet sich eine barocke Kanzel.                           | weitere Bilder |
| 09171255 | Dorfstraße 22 (Lage) | Wohnhaus                   | Das Haus wurde in der ersten Hälfte des 19. Jahrhunderts erbaut. Es ist ein traufständiger, eingeschossiger Bau mit einem Satteldach. | Wohnhaus       |

### Dierberg
| ID-Nr.            | Lage                            | Bezeichnung                                                           | Beschreibung | Bild                                                                  |
| ----------------- | ------------------------------- | --------------------------------------------------------------------- | --- | --------------------------------------------------------------------- |
| 09170471          | Dorfstraße 14 (Lage)            | Gehöft, bestehend aus Wohnhaus und Wirtschaftsgebäuden                | Der Vierseithof befindet sich direkt neben dem Pfarrhaus. Das Wohnhaus wurde 1888 erbaut. Das linke Stallgebäude wurde Ende des 19. Jahrhunderts erbaut, das rechte Stallgebäude in der zweiten Hälfte des 19. Jahrhunderts.                                                     | Gehöft, bestehend aus Wohnhaus und Wirtschaftsgebäuden                |
| 09170472          | Dorfstraße 15 (Lage)            | Pfarrhaus                                                             | Das Pfarrhaus wurde 1899 erbaut. | Pfarrhaus                                                             |
| 09170473          | Dorfstraße 18 (Lage)            | Wohnhaus                                                              | Das Wohnhaus gehört zu einem Dreiseithof. Erbaut wurde das Haus um 1895. Es ist ein traufständiges Haus mit einem Geschoss und einem Satteldach. Das Haus hat sieben Achsen, in der mittleren Achse befindet sich der Eingang. Über den Fenstern befinden sich im Drempel Oculi. | Wohnhaus                                                              |
| 09170475          | Dorfstraße 21 (Lage)            | Gehöft, bestehend aus Wohnhaus und Wirtschaftsgebäuden                | Das Wohnhaus des Vierseithofes wurde um 1890 erbaut. Es ist ein traufständiges, eingeschossiges Haus mit Satteldach. | Gehöft, bestehend aus Wohnhaus und Wirtschaftsgebäuden                |
| 09170958          | Dorfstraße 30 (Lage)            | Wohnhaus                                                              | Das Haus wurde um 1890 erbaut. | Wohnhaus                                                              |
| 09170476          | Dorfstraße 39 (Lage)            | Wohnhaus                                                              | | Wohnhaus                                                              |
| 09170477          | Dorfstraße 43 (Lage)            | Gehöft, bestehend aus Wohnhaus, Stallgebäude, Scheune und Einfriedung | Das Wohnhaus des ehemaligen Vierseithofes wurde um 1895/1890 erbaut. Es ist ein eingeschossiges, traufständiges Haus mit Satteldach und Feldsteinsockel. | Gehöft, bestehend aus Wohnhaus, Stallgebäude, Scheune und Einfriedung |
| 09170960          | Dorfstraße 54 (Lage)            | Wohnhaus                                                              | Das Wohnhaus ist Teil eines Vierseithofes und wurde um 1900 erbaut. | Wohnhaus                                                              |
| 09170478          | Dorfstraße 55 (Lage)            | Wohnhaus                                                              | Das Wohnhaus ist Teil eines Vierseithofes und wurde um 1890 erbaut. | Wohnhaus                                                              |
| 09170479          | Dorfstraße 56 (Lage)            | Wohnhaus                                                              | | Wohnhaus                                                              |
| 09170251 Wikidata | Straße nach Rheinsberg (Lage)   | Dorfkirche                                                            | Die evangelische Kirche wurde wahrscheinlich im Jahre 1780 erbaut. Im Inneren befindet sich ein Kanzelaltar aus dem Jahre 1716. Die Orgel stammt aus dem Jahre 1892 und wurde von Friedrich Hermann Lütkemüller gebaut. Der Prospekt der Orgel ist neogotisch.                   | weitere Bilder                                                        |
| 09170210          | Straße nach Rheinsberg 1 (Lage) | Chausseehaus                                                          | Das ehemalige Zollhaus liegt etwa ein Kilometer nördlich von Dierberg. Es wurde 1875 erbaut. Das Haus ist ein traufständiges, eingeschossiges Haus mit einem Satteldach. Heute befindet sich hier ein Restaurant.                                                                | BW                                                                    |

### Dorf Zechlin
| ID-Nr.            | Lage                                 | Bezeichnung                       | Beschreibung | Bild           |
| ----------------- | ------------------------------------ | --------------------------------- | --- | -------------- |
| 09171890          | Am Backhaus 7 (Lage)                 | Backhaus                          | | BW             |
| 09171891          | Am Mühlenteich, Am Kunkelberg (Lage) | Grenzstein                        | | BW             |
| 09171044          | Am Kunkelberg 18 (Lage)              | Wirtschaftsgebäude                | Das Gebäude wurde wahrscheinlich in der Mitte des 18. Jahrhunderts erbaut. | BW             |
| 09170252 Wikidata | Anger (Lage)                         | Dorfkirche                        | | weitere Bilder |
| 09171892          | Anger (Lage)                         | Transformatorenhaus, vor Nr. 8/8a | | BW             |
| 09170253          | Anger 9 (Lage)                       | Pfarrhaus                         | Das Pfarrhaus wurde 1709 oder in der Mitte des 18. Jahrhunderts erbaut. Es ist ein eingeschossiges Haus mit sieben Achsen. Im Krüppelwalmdach befinden sich Fledermausgauben. Das Haus ist das Geburtshaus von Hans Much, sein Vater war der Pfarrer in Dorf Zechlin. | Pfarrhaus      |

### Flecken Zechlin
| ID-Nr.            | Lage                                 | Bezeichnung                | Beschreibung | Bild                       |
| ----------------- | ------------------------------------ | -------------------------- | --- | -------------------------- |
| 09170263 Wikidata | Am Markt (Lage)                      | Dorfkirche                 | Nachdem die vorgehende Kirche nicht mehr genutzt werden konnte, wurde 1775 die heutige Kirche erbaut. Es ist ein rechteckiger Saalbau mit einem Walmdach. Der Turm im Westen der Kirche ragt aus dem Dach heraus und trägt ein Pyramidendach. die Kanzel stammt aus der alten Holzkirche und wurde um 1600 hergestellt. Aus der gleichen Zeit stammt die Taufe. Die Orgel wurde 1847 von Friedrich Lütkemüller erbaut, 1903 hat Albert Hollenbach die Orgel erneuert und renoviert. In einem Schaukasten befinden sich vier Hinterglasbilder aus dem 18. oder 19. Jahrhundert. | weitere Bilder             |
| 09171605          | Am Markt 7 (Lage)                    | Wohnhaus                   | Das Wohnhaus wurde 1780 erbaut. Im 19. Jahrhundert wohnte hier der Amtsvorsteher. Von 1870 bis zu seinem Tod im Jahre 1877 lebte hier der Landschaftsmaler Eduard Gaertner. Vor dem Haus befindet sich eine Gedenktafel. Das Haus ist ein eingeschossiges Fachwerkhaus mit einem Krüppelwalmdach. | Wohnhaus                   |
| 09170259          | Amtstraße 1 (Lage)                   | Amtshaus                   | Das Amtshaus wurde anstelle des abgebrannten Schlosses im Jahre 1722 erbaut. Es ist ein zweigeschossiges Haus mit einem Walmdach. Die Fassade ist mit Lisenen geschmückt. Der Eingang befindet sich in der mittleren Achse von neun Achsen, davor ist eine Freitreppe. | Amtshaus                   |
| 09171911          | Friedenstraße 15 (Lage)              | Wohnhaus                   | | BW                         |
| 09170260          | Lindenstraße / Mirower Straße (Lage) | Sowjetischer Ehrenfriedhof | Der Ehrenfriedhof wurde 1945/1946 errichtet. Hier befinden sich 15 Gräber für gefallene Soldaten und für zwei im Schwarzen See ertrunkene Soldaten. Auf einer Stele befindet sich ein roter Sowjetstern und eine Tafel mit kyrillischer Inschrift. | Sowjetischer Ehrenfriedhof |
| 09170261          | Wittstocker Straße 7 (Lage)          | Kossätenhaus               | Das Haus wurde 1875 erbaut. Es ist ein eingeschossiges, traufständiges Haus mit einem Satteldach. | Kossätenhaus               |
| 09170262          | Wittstocker Straße 20 (Lage)         | Kossätenhof                | Der Vierseithof wurde im 19. Jahrhundert erbaut. | Kossätenhof                |

### Großzerlang
| ID-Nr.            | Lage              | Bezeichnung | Beschreibung | Bild           |
| ----------------- | ----------------- | ----------- | --- | -------------- |
| 09170271 Wikidata | Dorfstraße (Lage) | Dorfkirche  | Die Kirche 1708 erbaut. Es ist ein Saalbau mit Krüppelwalmdach und einem Dachreiter. Der Dachreiter ist verbrettert. | weitere Bilder |

### Heinrichsdorf
| ID-Nr.   | Lage              | Bezeichnung  | Beschreibung | Bild         |
| -------- | ----------------- | ------------ | --- | ------------ |
| 09170276 | Dorfstraße (Lage) | Spritzenhaus | Das Haus steht am östlichen Ende der Dorfstraße. Die Bauern des Ortes stimmten einem Teilungsplan der Gemeindeländereien 1804 zu, darauf erhielt das Dorf eine Feuerspritze. Für diese Spritze wurde das Spritzenhaus 1806/1807 erbaut. | Spritzenhaus |

### Hohenelse
| ID-Nr.   | Lage                              | Bezeichnung | Beschreibung | Bild |
| -------- | --------------------------------- | --- | --- | --- |
| 09170928 | Zechlinerhütter Landstraße (Lage) | Klinik Hohenelse, bestehend aus zwei Torhäusern, sechs Wohn- und Wirtschaftsgebäuden, vier Klinikgebäuden mit Verbindungsbauten, Küchen- und Speisehaus sowie gärtnerisch gestalteten Anlagen | Die Kurklinik wurde von Theodor Goecke von 1902 bis 1904 erbaut. Die Klinik steht in einem Park. | Klinik Hohenelse, bestehend aus zwei Torhäusern, sechs Wohn- und Wirtschaftsgebäuden, vier Klinikgebäuden mit Verbindungsbauten, Küchen- und Speisehaus sowie gärtnerisch gestalteten Anlagen |
| 09170404 | Zechlinerhütter Landstraße (Lage) | Sowjetischer Ehrenfriedhof | Der Ehrenfriedhof wurde 1945 angelegt. Hier liegen gefallene Soldaten der Roten Armee. Es ist ein schmaler Begräbnisplatz mit zwei Reihen Gräber, in der Mitte befindet sich ein Findling mit der Jahreszahl 1945. | BW |

### Kagar
| ID-Nr.            | Lage                 | Bezeichnung                                                                           | Beschreibung | Bild           |
| ----------------- | -------------------- | ------------------------------------------------------------------------------------- | --- | -------------- |
| 09170281 Wikidata | Dorfstraße (Lage)    | Dorfkirche mit Einfriedung                                                            | | weitere Bilder |
| 09171504          | Dorfstraße 1 (Lage)  | Gehöft, bestehend aus Wohnhaus, Wirtschaftsgebäude mit Anbau, Scheune und Einfriedung | Das Gehöft liegt außerhalb des Ortes in westlicher Richtung. Es ist ein Dreiseithof. Erbaut wurde es Mitte des 19. Jahrhunderts. Das Wohnhaus ist ein eingeschossiges Fachwerkhaus mit einem Satteldach.                                                                | BW             |
| 09171508          | Dorfstraße 23 (Lage) | Ehemaliges Ferienheim                                                                 | Das Haus wurde 1925 errichtet. Ab 1927 war es das Schullandheim der Oberrealschule Berlin-Zehlendorf. Nach dem Zweiten Weltkrieg befand sich hier der Rat der Gemeinde. Heute ist es ein Gemeindehaus. Das Haus ist ein giebelständiges Haus mit einem Krüppelwalmdach. | BW             |

### Kleinzerlang
| ID-Nr.            | Lage                 | Bezeichnung                            | Beschreibung | Bild           |
| ----------------- | -------------------- | -------------------------------------- | --- | -------------- |
| 09171404          | (Lage)               | Grabstätte Behnfeldt, auf dem Friedhof | Die Familie Behnfeldt kam 1829 aus den Niederlanden nach Kleinzerlang und gründete hier Ziegeleien und baute eine Windmühle. Für diese für den Ort bedeutende Familie wurde 1930 das Familiengrab auf dem Friedhof angelegt. Es hat eine expressionistische Klinkermauer mit einem hervorstehenden Mittelteil und einzelnen hervorstehenden Ziegeln. In der Mitte befindet sich eine Tafel mit der Inschrift „FAMILIE R. BEHNFELDT“. | BW             |
| 09171295          | Dorfstraße 29 (Lage) | Villa                                  | Die Villa wurde etwa 1905/1910 erbaut. Der Bauherr war Reinhard Behnfeldt. Es ist ein eingeschossiges Haus mit einem Krüppelwalmdach, an der Straßenseite befindet sich zweigeschossiger Seitenrisalit. | BW             |
| 09171296          | Dorfstraße 50 (Lage) | Villa                                  | Die Villa wurde um 1905 erbaut, der Bauherr war Albert Behnfeldt. Es ist ein eingeschossiges Haus mit einem zweigeschossigen Mittelrisalit und einem zweigeschossigen Eckturm. Der Eckturm trägt eine Zwiebelhaube, das Dach des Hauses ist ein Krüppelwalmdach. | BW             |
| 09170286 Wikidata | Dorfstraße 51 (Lage) | Dorfkirche                             | Die heutige Kirche wurde 1896 erbaut, nachdem die alte Kirche auf Grund des schlechten Bauzustandes geschlossen wurde. Es ist ein Saalbau mit einem Krüppelwalmdach. An der Westfassade befindet sich der Eingang, links davon der Nordturm. Im Inneren befindet sich eine Orgel aus dem Jahre 1902, der Orgelbauer war Albert Hollenbach.                                                                                           | weitere Bilder |
| 09171261          | Winkel 3 (Lage)      | Villa mit Garten                       | Die Villa wurde von Johannes Behnfeldt im Jahre 1926 erbaut. Es ist ein zweigeschossiger Bau mit einem Mansarddach. In der Mitte der Fassade befindet sich ein Zwerchhaus. Zum Garten hin befindet sich eine Freitreppe. Von der ursprünglichen Bepflanzung sind noch Bäume erhalten. | BW             |

### Köpernitz
| ID-Nr.   | Lage                 | Bezeichnung                                                                | Beschreibung | Bild                                                                       |
| -------- | -------------------- | -------------------------------------------------------------------------- | --- | -------------------------------------------------------------------------- |
| 09171927 | Am Mühlenbach (Lage) | Waldfriedhof Köpernitz                                                     | | BW                                                                         |
| 09171467 | Bahnhof 1 (Lage)     | Bahnhof bestehend aus Empfangsgebäude, Güterschuppen und Toilettenhäuschen | Der Bahnhof Köpernitz ging 1901 an der zwei Jahre vorher eröffneten Strecke nach Rheinsberg in Betrieb. In den 1990er Jahren wurde er geschlossen. Das einstöckige Empfangsgebäude blieb erhalten und ist heute ein Wohnhaus. | Bahnhof bestehend aus Empfangsgebäude, Güterschuppen und Toilettenhäuschen |
| 09170277 | Bergstraße 17 (Lage) | Gutshaus                                                                   | | Gutshaus                                                                   |

### Linow
| ID-Nr.            | Lage              | Bezeichnung | Beschreibung | Bild           |
| ----------------- | ----------------- | ----------- | ------------ | -------------- |
| 09170303 Wikidata | Dorfstraße (Lage) | Dorfkirche  |              | weitere Bilder |

### Rheinsberg
| ID-Nr.            | Lage                                | Bezeichnung                                                                                          | Beschreibung | Bild                                                                                                 |
| ----------------- | ----------------------------------- | --- | --- | --- |
| 09170227          | (Lage)                              | Schloss                                                                                              | Das Schloss Rheinsberg ist das erste Werk des Friderizianischen Rokokos. Das heutige Schloss wurde 1737 fertiggestellt. Im Schloss befindet sich das Kurt-Tucholsky-Literaturmuseum. | weitere Bilder                                                                                       |
| 09170749          | (Lage)                              | Barocker Stadtkern                                                                                   | | Barocker Stadtkern                                                                                   |
| 09171207          | Am Nehmitzsee 1 (Lage)              | Verwaltungsgebäude des Kernkraftwerks Rheinsberg                                                     | Das Verwaltungsgebäude des ehemaligen KKW wurde 1960 errichtet. Das Kraftwerk war das erste Kernkraftwerk der DDR und wurde 1966 in Betrieb genommen und 1990 stillgelegt. Das Verwaltungsgebäude hat vier Stockwerke und ist ein Betonskelettbau. | Verwaltungsgebäude des Kernkraftwerks Rheinsberg                                                     |
| 09170096          | Bergstraße 4 (Lage)                 | Wohnhaus                                                                                             | Das Mietwohnhaus wurde 1928 erbaut. | Wohnhaus                                                                                             |
| 09171236          | Berliner Straße 1 (Lage)            | Wohnhaus                                                                                             | Das Wohnhaus wurde in den Jahren 1903/1904 im Stil des Historismus erbaut, der Entwurf kam von Max Sprengel. Es ist eintraufständiges, zweigeschossiges Haus. Vorne befindet sich ein Risalit mit Standerker und einem Zwerchgiebel. | Wohnhaus                                                                                             |
| 09171237          | Berliner Straße 5 (Lage)            | Wohnhaus mit Wirtschaftsgebäude und Einfriedung                                                      | Das Wohnhaus wurde um 1879/1880 erbaut. Das traufständige, eingeschossige Haus hat in der mittleren Achse von sieben Achsen ein Risalit mit Zwerchhaus. | Wohnhaus mit Wirtschaftsgebäude und Einfriedung                                                      |
| 09171194          | Berliner Straße 20 (Lage)           | Villa „Lindenhof“ mit Garten und Pavillon                                                            | Die Villa wurde 1898 erbaut. | Villa „Lindenhof“ mit Garten und Pavillon                                                            |
| 09171386          | Berliner Straße 32 (Lage)           | Mietwohnhaus mit Einfriedung                                                                         | Das Wohnhaus wurde 1899 erbaut. Es ist ein traufständiges, zweigeschossiges Haus mit neun Achsen und einem Satteldach. Die drei mittleren Achsen sind als Risalit ausgebildet. | Mietwohnhaus mit Einfriedung                                                                         |
| 09171226          | Berliner Straße 35 (Lage)           | Villa                                                                                                | Die Villa wurde von 1934 bis 1935 erbaut. Es ist ein zweigeschossiger Bau mit einem Walmdach. | Villa                                                                                                |
| 09171227          | Berliner Straße 37 (Lage)           | Villa mit Nebengebäude                                                                               | Die Villa wurde 1920/1921 errichtet. Es ist ein eingeschossiges Haus mit Krüppelwalmdach. | Villa mit Nebengebäude                                                                               |
| 09170929          | Berliner Straße 39 (Lage)           | Wohn- und Geschäftshaus                                                                              | Das Haus wurde von 1930 bis 1931 erbaut. Das Haus ist dreigeschossig und hat ein Mansarddach. | Wohn- und Geschäftshaus                                                                              |
| 09171387          | Berliner Straße 44 (Lage)           | Wohnhaus mit Seitenflügel und Nebengebäude                                                           | Das Haus wurde 1900/1901 erbaut. Es ist ein zweigeschossiges Haus mit L-förmigen Grundriss. An der Hausecke und zur Straßenseite befinden sich zwei Risalite mit einem Zwerchgiebel. | Wohnhaus mit Seitenflügel und Nebengebäude                                                           |
| 09171209          | Berliner Straße 45 (Lage)           | Bahnhof Rheinsberg, bestehend aus Empfangsgebäude, Stellwerkshäuschen, Güterschuppen und Pflasterung | Im Jahre 1899 wurde die Löwenberg-Lindow-Rheinsberger Eisenbahn nach Rheinsberg verlängert und der Bahnhof gebaut. Im Erdgeschoss befanden sich Diensträume wie Empfangshalle und Fahrkartenverkauf sowie eine Gaststätte, in den oberen Geschossen sind Wohnungen.                                                                                                | Bahnhof Rheinsberg, bestehend aus Empfangsgebäude, Stellwerkshäuschen, Güterschuppen und Pflasterung |
| 09170407          | Dr.-Martin-Henning-Straße (Lage)    | Sowjetischer Ehrenfriedhof                                                                           | Der Ehrenfriedhof wurde 1947 angelegt. Der Eingang bilden drei gemauerte Spitzbögen. Das eigentliche Denkmal ist ein Obelisk aus Granit mit vier Inschriftstafeln. | Sowjetischer Ehrenfriedhof                                                                           |
| 09170930          | Dr.-Martin-Henning-Straße 1 (Lage)  | Villa mit Gartenpavillon                                                                             | Die Villa wurde 1888 erbaut und 1911 umgebaut. Bei dem Umbau wurde vor dem Eingang ein Säulenvorbau errichtet. In dem Mansardwalmdach befindet sich die Inschrift „Es wünsch’ mir einer, was er will: Gott gebe ihm zweimal so viel“. | Villa mit Gartenpavillon                                                                             |
| 09171498          | Dr.-Martin-Henning-Straße 17 (Lage) | Villa mit Nebengebäude                                                                               | | Villa mit Nebengebäude                                                                               |
| 09171208          | Dr.-Martin-Henning-Straße 32 (Lage) | Wohnhaus                                                                                             | Das Wohnhaus wurde 1896 erbaut. Es ist ein eingeschossiges Haus mit einem Mittelrisalit mit Zwerchdach. | Wohnhaus                                                                                             |
| 09171403          | Dr.-Martin-Henning-Straße 33 (Lage) | Wohn- und Geschäftshaus                                                                              | Das Wohnhaus wurde 1915/1916 für den Besitzer der Carmol-Werke erbaut. Ab 1954 war es Landambulatorium, danach Amtsverwaltung und Arztpraxis. | Wohn- und Geschäftshaus                                                                              |
| 09171726          | Feldgrieben 3 (Lage)                | Eiskeller und Gartenhaus                                                                             | | BW                                                                                                   |
| 09171693          | Fontaneplatz (Lage)                 | Gedenkstein für Theodor Fontane                                                                      | | Gedenkstein für Theodor Fontane                                                                      |
| 09170405          | Kirchplatz 3 (Lage)                 | Pfarrkirche St. Laurentius                                                                           | Der älteste Teil des heutigen Gebäudes war ein Saal, vermutlich aus der Mitte des 13. Jahrhunderts, der als heutiger Altarraum erhalten ist. Früh- und spätgotische Formen sind noch zu erkennen, so an der im Süden vorgebauten alten Sakristei. Das Langhaus mit zwei Jochen ist zweischiffig. In der Zeit der Reformation wurde die Kirche um 1540 evangelisch. | weitere Bilder                                                                                       |
| 09171685          | Kirchstraße / Schloßstraße (Lage)   | Gefallenendenkmal                                                                                    | Das Denkmal wurde von Hermann Hosaeus aus Berlin im Jahr 1928 erstellt. Die Einweihung fand im Jahr 1929 statt. | Gefallenendenkmal                                                                                    |
| 09170209          | Kirchstraße 1 (Lage)                | Alte Schule (heute Wohnhaus)                                                                         | Das Haus Kirchstraße 1, die Alte Schule, ist heute ein Wohnhaus. Die ehemalige Bürgerschule wurde 1743 nach einem Stadtbrand neu errichtet. Ursprünglich war das ein Fachwerkbau, das Fachwerk wurde aber teilweise durch Ziegelmauerwerk ersetzt. | Alte Schule (heute Wohnhaus)                                                                         |
| 09171361          | Kirchstraße 8 (Lage)                | Wohnhaus mit Wirtschaftsgebäude (heute Teil von Nr. 9) und Hofpflasterung                            | Das Wohnhaus wurde in der zweiten Hälfte des 18. Jahrhunderts erbaut. | Wohnhaus mit Wirtschaftsgebäude (heute Teil von Nr. 9) und Hofpflasterung                            |
| 09171190          | Kirchstraße 9 (Lage)                | Wohnhaus                                                                                             | Das Haus wurde um 1740 erbaut. Es ist ein traufständiges, eingeschossiges Haus mit einem Satteldach. Rechts befindet sich eine Hofseinfahrt. Auffällig sind die Kreuzstockfenster. | Wohnhaus                                                                                             |
| 09171158          | Königstraße 2 (Lage)                | Wohnhaus                                                                                             | Das Haus wurde in der zweiten Hälfte des 18. Jahrhunderts erbaut. Das Haus hat zwei Geschosse und fünf Achsen, in der mittleren Achse befindet sich der Eingang. | Wohnhaus                                                                                             |
| 09171362          | Königstraße 26 (Lage)               | Wohn- und Geschäftshaus                                                                              | Das Haus wurde Ende des 19. Jahrhunderts erbaut. | Wohn- und Geschäftshaus                                                                              |
| 09171259          | Kurt-Tucholsky-Straße 12 (Lage)     | Wohnhaus                                                                                             | Das Wohnhaus wurde 1740 erbaut, es wurde somit direkt nach dem großen Brand 1740 errichtet. Es ist ein eingeschossiges Wohnhaus, über der mittleren Achse von fünf Achsen befindet sich ein Zwerchhaus. | Wohnhaus                                                                                             |
| 09171285          | Kurt-Tucholsky-Straße 46 (Lage)     | Wohnhaus                                                                                             | Das eingeschossige Haus wurde in der zweiten Hälfte des 18. Jahrhunderts erbaut. | Wohnhaus                                                                                             |
| 09171256          | Kurt-Tucholsky-Straße 47 (Lage)     | Wohnhaus                                                                                             | | Wohnhaus                                                                                             |
| 09171228          | Lange Straße 22 (Lage)              | Wohnhaus                                                                                             | Erbaut wurde das Haus in der zweiten Hälfte des 18. Jahrhunderts. | Wohnhaus                                                                                             |
| 09171229          | Lange Straße 32 (Lage)              | Wohnhaus mit Hofgebäude                                                                              | | Wohnhaus mit Hofgebäude                                                                              |
| 09171040          | Lange Straße 40 (Lage)              | Wohnhaus                                                                                             | | Wohnhaus                                                                                             |
| 09171128          | Lange Straße 54 (Lage)              | Wohnhaus mit zwei Wirtschaftsgebäuden                                                                | | Wohnhaus mit zwei Wirtschaftsgebäuden                                                                |
| 09171195          | Lange Straße 59 (Lage)              | Wohnhaus mit drei Wirtschaftsgebäuden                                                                | | Wohnhaus mit drei Wirtschaftsgebäuden                                                                |
| 09171694          | Markt (Lage)                        | Denkmal für Kronprinz Friedrich                                                                      | Das Denkmal wurde 1903 aufgestellt, der Entwurf stammt von Gottlieb Elster. | Denkmal für Kronprinz Friedrich                                                                      |
| 09171059          | Markt 10 (Lage)                     | Logierhaus                                                                                           | | Logierhaus                                                                                           |
| 09171136          | Markt 11 (Lage)                     | Wohnhaus                                                                                             | 1879 bis 1952 als Amtsgericht Rheinsberg genutzt | Wohnhaus                                                                                             |
| 09171230          | Mühlenstraße 4 (Lage)               | Gasthaus „Zum Goldenen Stern“                                                                        | Das Gasthaus besteht seit 1740. Das Haus selber wurde im 18. Jahrhundert erbaut. Es ist ein zweigeschossiges, traufständiges Haus mit einem Satteldach. | Gasthaus „Zum Goldenen Stern“                                                                        |
| 09171137          | Mühlenstraße 8 (Lage)               | Wohnhaus mit Wirtschaftsgebäude und Hofpflasterung                                                   | Das Wohnhaus wurde um 1870/1880 erbaut. Es ist ein eingeschossiges, traufständiges Haus mit einem Drempel und einem Satteldach. Im Drempel befinden sich Okuli. Das Wirtschaftsgebäude wurde 1911 errichtet. | Wohnhaus mit Wirtschaftsgebäude und Hofpflasterung                                                   |
| 09170931          | Mühlenstraße 14 (Lage)              | Wohn- und Geschäftshaus                                                                              | Das Haus ist ein zweigeschossiges Wohnhaus mit einem Walmdach. Es befindet sich an der Ecke zum Triangelplatz und Schloßstraße. | Wohn- und Geschäftshaus                                                                              |
| 09170932          | Mühlenstraße 22 (Lage)              | Wohnhaus                                                                                             | Das Wohnhaus wurde wahrscheinlich in der zweiten Hälfte des 18. Jahrhunderts als Fachwerkhaus erbaut worden. Die Fassade ist fast symmetrisch, in der Mitte befindet sich eine Toreinfahrt. | Wohnhaus                                                                                             |
| 09170933          | Mühlenstraße 23 (Lage)              | Wohnhaus                                                                                             | Das Haus wurde um 1900 erbaut, dabei wurde alte Bausubstanz verwendet. Es ist ein zweigeschossiges, massives Haus mit einem Satteldach. Links befindet sich eine Toreinfahrt, rechts ein Ladengeschäft. | Wohnhaus                                                                                             |
| 09171055          | Mühlenstraße 26 (Lage)              | Obermühle, bestehend aus Hauptgebäude, drei Wirtschaftsgebäuden und Einfriedung                      | Das heutige Gebäude wurde 1848 bis 1851 erbaut. Das vorherige Gebäude war abgebrannt, eine Mühle an diesem Standort ist seit 1533 bekannt. Das Hauptgebäude ist ein zweigeschossiger Ziegelbau. mit einem Satteldach. Auf dem Hof befindet sich ein Wirtschaftsgebäude aus dem Jahr 1849 und eins aus dem Jahr 1851.                                               | Obermühle, bestehend aus Hauptgebäude, drei Wirtschaftsgebäuden und Einfriedung                      |
| 09171391          | Parkstraße 3 (Lage)                 | Villa                                                                                                | Die Villa wurde zum Ende des 19. Jahrhunderts im Stil eines Schweizerhauses erbaut worden. Es ist ein eingeschossiges, giebelständiges Haus mit einem Satteldach. Die Fassade zur Straße trägt ein Balkon, das Dach steht weit über und hat ein Freigespärre. | Villa                                                                                                |
| 09171010          | Reuterpromenade 7 (Lage)            | Seebadeanstalt „Am weißen Sand“                                                                      | Die Seebadeanstalt wurde 1928/1929 erbaut. In der Mitte befindet sich ein zweigeschossiges Fachwerkhaus, hier ist der Eingangsbereich, ein Restaurant und eine Wohnung. Zum Strand hin befindet sich eine verglaste Veranda, zu den Seiten Flügel in Holzbauweise.                                                                                                 | Seebadeanstalt „Am weißen Sand“                                                                      |
| 09171238          | Reuterpromenade 8 (Lage)            | Wohnhaus mit Pavillon                                                                                | | BW                                                                                                   |
| 09171702          | Schalthaus 1 (Lage)                 | Ehemaliges Schalthaus mit Wohnhaus und Nebengebäude                                                  | | Ehemaliges Schalthaus mit Wohnhaus und Nebengebäude                                                  |
| 09171239          | Schillerstraße 4 (Lage)             | Wohnhaus                                                                                             | | Wohnhaus                                                                                             |
| 09171165          | Schillerstraße 5 (Lage)             | Villa mit Wohn- und Wirtschaftsgebäude und Einfriedung                                               | | Villa mit Wohn- und Wirtschaftsgebäude und Einfriedung                                               |
| 09170510          | Schillerstraße 9 (Lage)             | Villa                                                                                                | | Villa                                                                                                |
| 09171392          | Schloßstraße (Lage)                 | Friedhofskapelle                                                                                     | | Friedhofskapelle                                                                                     |
| 09170406          | Schloßstraße (Lage)                 | Denkmal für Opfer des Konzentrationslagers Sachsenhausen, auf dem Friedhof                           | Das Denkmal erinnert an den Todesmarsch 1945 durch Rheinsberg. Das Denkmal steht im östlichen Teil des Kommunalfriedhofes. | BW                                                                                                   |
| 09170099          | Schloßstraße 5 (Lage)               | Wohn- und Geschäftshaus                                                                              | | Wohn- und Geschäftshaus                                                                              |
| 09171273          | Schloßstraße 7 (Lage)               | Wohn- und Geschäftshaus                                                                              | | Wohn- und Geschäftshaus                                                                              |
| 09171274          | Schloßstraße 9 (Lage)               | Wohn- und Geschäftshaus                                                                              | | Wohn- und Geschäftshaus                                                                              |
| 09170509          | Schloßstraße 14 (Lage)              | Wohn- und Geschäftshaus                                                                              | | Wohn- und Geschäftshaus                                                                              |
| 09171275          | Schloßstraße 15 (Lage)              | Wohnhaus mit Wirtschaftsgebäude                                                                      | | Wohnhaus mit Wirtschaftsgebäude                                                                      |
| 09171276          | Schloßstraße 17 (Lage)              | Wohnhaus mit Seitenflügel und Anbau                                                                  | | Wohnhaus mit Seitenflügel und Anbau                                                                  |
| 09171167          | Schloßstraße 26 (Lage)              | Postamt mit Hofgebäude, Pflasterung und Einfriedung                                                  | | Postamt mit Hofgebäude, Pflasterung und Einfriedung                                                  |
| 09171393          | Schloßstraße 38/40 (Lage)           | Städtische Schule, heute Heinrich-Rau-Schule                                                         | | weitere Bilder                                                                                       |
| 09171118 Wikidata | Schwanower Straße (Lage)            | Wartturm („Leuchtturm“)                                                                              | Der Wartturm wird auch Leuchtturm genannt. Er wurde 1790 anstelle eines Obelisken in der südlichen Sichtachse des Schlosses errichtet. Der Grundriss des Turmes ist oktogonal. Das Dach ist ein flaches Kegeldach. Unten und in der Mitte befinden sich Spitzbogenfenster, über einen Fries befinden sich Rundfenster.                                             | weitere Bilder                                                                                       |
| 09171129          | Seestraße 4 (Lage)                  | Wohnhaus                                                                                             | | Wohnhaus                                                                                             |
| 09170089          | Seestraße 9 (Lage)                  | Wohnhaus                                                                                             | | Wohnhaus                                                                                             |
| 09170215          | Seestraße 19 (Lage)                 | Haustreppe                                                                                           | | BW                                                                                                   |
| 09171363          | Seestraße 20/21a (Lage)             | Rathaus                                                                                              | | Rathaus                                                                                              |
| 09170408          | Triangelplatz (Lage)                | Postmeilensäule                                                                                      | Die Postmeilensäule wurde 1765 errichtet. | Postmeilensäule                                                                                      |

### Schwanow
| ID-Nr.   | Lage                            | Bezeichnung                            | Beschreibung | Bild                                   |
| -------- | ------------------------------- | -------------------------------------- | --- | -------------------------------------- |
| 09170415 | Schwanower Dorfstraße (Lage)    | Glockenstuhl                           | Der Glockenstuhl befindet sich vor dem Haus Dorfstraße 14, dem ehemaligen Schul- und Bethaus. Er ist mit einer Schalung versehen, im Inneren befinden sich zwei Eisenglocken. | Glockenstuhl                           |
| 09171935 | Schwanower Dorfstraße 14 (Lage) | Schul- und Bethaus, heute Gemeindehaus | | Schul- und Bethaus, heute Gemeindehaus |
| 09171908 | Schwanower Dorfstraße 20 (Lage) | Scheune                                | | BW                                     |

### Wallitz
| ID-Nr.            | Lage                     | Bezeichnung                                                                                | Beschreibung | Bild           |
| ----------------- | ------------------------ | ------------------------------------------------------------------------------------------ | --- | -------------- |
| 09171242          | Dorfstraße 38 (Lage)     | Gehöft, bestehend aus Wohnhaus und Wirtschaftsgebäude                                      | | BW             |
| 09170425 Wikidata | Dorfstraße 41 (Lage)     | Dorfkirche                                                                                 | Die Kirche wurde 1899 erbaut. Es ist eine Saalkirche mit Feldsteinsockel und Sichtsiegel. Im Jahre 1959 wurde die Empore zu einer Winterkirche ausgebaut, dabei wurde die Orgel in das Kirchenschiff gesetzt. Die Orgel ist aus dem Magdalenenstift in Berlin. Der Altar und die Kanzel stammen aus der Bauzeit. | weitere Bilder |
| 09171243          | Dorfstraße 41a (Lage)    | Gehöft, bestehend aus Wohnhaus, zwei Stallgebäuden, Scheune und Einfriedung                | | BW             |
| 09171140          | Dorfstraße 42, 43 (Lage) | Schulgehöft, bestehend aus Schulhaus (Nr. 42), Stallscheune (Nr. 43) und Toilettenhäuschen | | BW             |
| 09171235          | Förstereiweg 1 (Lage)    | Revierförsterei Wallitz                                                                    | Das Wohnhaus wurde 1888 erbaut. | BW             |

### Wittwien
| ID-Nr.   | Lage              | Bezeichnung                                                              | Beschreibung | Bild                                                                     |
| -------- | ----------------- | ------------------------------------------------------------------------ | ------------ | ------------------------------------------------------------------------ |
| 09170511 | Wittwien 4 (Lage) | Gutsanlage, bestehend aus Gutshaus, Wirtschaftshof, Torpfeilern und Park |              | Gutsanlage, bestehend aus Gutshaus, Wirtschaftshof, Torpfeilern und Park |

### Zechlinerhütte
| ID-Nr.            | Lage                          | Bezeichnung                                                                                        | Beschreibung | Bild                                                                       |
| ----------------- | ----------------------------- | -------------------------------------------------------------------------------------------------- | --- | -------------------------------------------------------------------------- |
| 09171492          | Kalter Werder (Lage)          | Sommerhaus „Mei’ Ruh’“ mit Nebengebäude                                                            | Das Sommerhaus wurde 1932 erbaut. Es ist ein Fachwerkhaus. | BW                                                                         |
| 09171491          | Kalter Werder (Lage)          | Blockhaus                                                                                          | | BW                                                                         |
| 09171373          | Luhmer Straße 38 (Lage)       | Wohnhaus und Verbindungsbau                                                                        | | Wohnhaus und Verbindungsbau                                                |
| 09170438 Wikidata | Neustrelitzer Straße (Lage)   | Dorfkirche                                                                                         | | weitere Bilder                                                             |
| 09171374          | Reiherholz 16 (Lage)          | Alte Revierförsterei Reiherholz, bestehend aus Wohnhaus, Stall, Scheune und Resten der Einfriedung | | BW                                                                         |
| 09171405          | Reiherholz 17 (Lage)          | Wohnhaus                                                                                           | | BW                                                                         |
| 09170440          | Reiherholz 18 (Lage)          | Dampfsägewerk                                                                                      | | BW                                                                         |
| 09171915          | Rheinsberger Straße 3 (Lage)  | Wohnhaus mit drei Nebengebäuden                                                                    | | BW                                                                         |
| 09171406          | Rheinsberger Straße 9c (Lage) | Wohnhaus                                                                                           | | Wohnhaus                                                                   |
| 09170439          | Rheinsberger Straße 14 (Lage) | Steinfigur aus dem Park (heute in der Wegener-Gedenkstätte)                                        | | BW                                                                         |
| 09171047          | Rheinsberger Straße 27 (Lage) | Wohnhaus mit Seitenflügel und Nebengebäude (ehemals Wegener-Haus)                                  | Das Haus wurde 1736/1737 von dem Siedlungsgründer Stropp erbaut. Im Jahre 1886 kaufte der Lehrer Richard Wegener das Haus, der Vater von Alfred Wegener. Von 1969 bis 1995 befand sich hier die Wegener-Gedenkstätte, die dann in das alte Schulhaus Nr. 14 umzog. | BW                                                                         |
| 09171287          | Waldstraße 1 (Lage)           | Oberförsterei, bestehend aus Forsthaus, Wirtschaftsgebäude und Einfriedung                         | | Oberförsterei, bestehend aus Forsthaus, Wirtschaftsgebäude und Einfriedung |
| 09171288          | Waldstraße 1a (Lage)          | Forstsekretärshaus, Wirtschaftsgebäude und Einfriedung                                             | | Forstsekretärshaus, Wirtschaftsgebäude und Einfriedung                     |
| 09171320          | Zechliner Straße 14 (Lage)    | Revierförsterei Reiherholz mit Holzschuppen und Einfriedung                                        | | Revierförsterei Reiherholz mit Holzschuppen und Einfriedung                |
| 09171322          | Zechliner Straße 15a (Lage)   | Wohnhaus                                                                                           | | BW                                                                         |
| 09171321          | Zechliner Straße 15b (Lage)   | Wohnhaus                                                                                           | | Wohnhaus                                                                   |

### Zechow
| ID-Nr.            | Lage              | Bezeichnung                                   | Beschreibung                                  | Bild           |
| ----------------- | ----------------- | --------------------------------------------- | --------------------------------------------- | -------------- |
| 09170441 Wikidata | Dorfstraße (Lage) | Dorfkirche mit Kirchhofmauer und Leichenhalle | Die evangelische Kirche wurde 1846–47 erbaut. | weitere Bilder |

### Zühlen
| ID-Nr.            | Lage                 | Bezeichnung                                           | Beschreibung                                                   | Bild                                                  |
| ----------------- | -------------------- | ----------------------------------------------------- | -------------------------------------------------------------- | ----------------------------------------------------- |
| 09170442 Wikidata | Dorfstraße (Lage)    | Dorfkirche                                            |                                                                | weitere Bilder                                        |
| 09171894          | Dorfstraße (Lage)    | Friedhofskapelle                                      | Die Friedhofskapelle wurde Anfang des 20. Jahrhunderts erbaut. | BW                                                    |
| 09170506          | Dorfstraße 27 (Lage) | Pfarrgehöft, bestehend aus Pfarrhaus und Stallgebäude |                                                                | Pfarrgehöft, bestehend aus Pfarrhaus und Stallgebäude |